# كارلوس ألكاراز (لاعب كرة قدم)
كارلوس ألكاراز (بالإسبانية: Carlos Jonás Alcaráz)‏ هو لاعب كرة قدم أرجنتيني في مركز الوسط، ولد في 30 نوفمبر 2002 في لابلاتا في الأرجنتين. لعب مع نادي راسينغ.

## وصلات خارجية
- كارلوس ألكاراز على موقع قاعدة بيانات كرة القدم.إي يو (الإنجليزية)
- كارلوس ألكاراز على موقع Soccerbase.com (لاعب) (الإنجليزية)
- كارلوس ألكاراز على موقع Soccerway.com (الإنجليزية)
- كارلوس ألكاراز على موقع عالم كرة القدم.نت (الإنجليزية)